# Crazy Like a Foxxx
Albums de Freddie Foxxx
Konexion
(2003) Music From the Man Vol.1
(2010)
Crazy Like a Foxxx est le quatrième album studio de Freddie Foxxx (sous le nom de Bumpy Knuckles), sorti le 29 juillet 2008.

## Liste des titres

### Disque 1
| No  | Titre                                   | Contient un (des) sample(s) de                    | Durée |
| --- | --------------------------------------- | ------------------------------------------------- | ----- |
| 1.  | Can't Break Away                        |                                                   | 4:53  |
| 2.  | Crazy Like a Foxxx (Ultra Magnetic Dis) |                                                   | 4:06  |
| 3.  | Interlude                               |                                                   | 0:39  |
| 4.  | So Tough (Video Mix)                    |                                                   | 4:11  |
| 5.  | Daddy Boot Knock                        |                                                   | 3:28  |
| 6.  | Project Mice                            |                                                   | 4:57  |
| 7.  | Jail House Rock                         | Why Can't People Be Colors Too? des The Whatnauts | 3:06  |
| 8.  | Killa (featuring 2Pac)                  |                                                   | 4:09  |
| 9.  | Meet Some Skins                         |                                                   | 3:55  |
| 10. | Interlude                               |                                                   | 1:16  |
| 11. | Shotty in the Back                      |                                                   | 5:07  |
| 12. | Interlude                               |                                                   | 1:26  |
| 13. | Funk In Yo Brain                        |                                                   | 3:41  |
| 14. | Step (featuring Chuck D)                |                                                   | 4:12  |
| 15. | Do What You Gotta Do                    |                                                   | 5:11  |
| 16. | Pressure On the Brain                   |                                                   | 3:50  |
| 17. | Rev. Glock Skit                         |                                                   | 1:24  |
| 18. | Rev. Glock                              |                                                   | 4:39  |
| 19. | Crazy Like A Foxxx (Alternate Mix)      |                                                   | 3:50  |
| 20. | Amen                                    |                                                   | 4:52  |

### Disque 2
| No  | Titre                                    | Durée |
| --- | ---------------------------------------- | ----- |
| 1.  | Intro                                    | 1:00  |
| 2.  | Call of The Wild                         | 4:24  |
| 3.  | Can't Break Away                         | 4:29  |
| 4.  | Click Click                              | 4:09  |
| 5.  | 8 Bars to Catch a Body                   | 3:39  |
| 6.  | Project Mice                             | 4:44  |
| 7.  | Rev. Glock                               | 4:16  |
| 8.  | Crazy Like a Foxxx                       | 3:57  |
| 9.  | Man Destroy's Man                        | 4:41  |
| 10. | Pressure on the Brain                    | 3:49  |
| 11. | Who Is the Middle Man                    | 5:13  |
| 12. | Cook a Niggaz Ass (featuring Kool G Rap) | 5:44  |